# Piaggio Porter
De Piaggio Porter is een serie kleine bedrijfswagens van de Italiaanse fabrikant Piaggio, naar keuze leverbaar met benzine-, diesel- of elektromotor.
De Porter is gebaseerd op de Daihatsu Hijet. De Hijet werd tussen 1992 en 2002 door Piaggio voor Daihatsu gebouwd. Sindsdien bouwt Piaggio de Porter op basis van een Daihatsu-licentie. De motoren worden geproduceerd in India. Aangeboden worden de uitvoeringen minibus, bestelwagen, pick-up, kiepwagen, verlengde pick-up en chassis-cabine voor speciale opbouwen. De Maxxi-varianten hebben achter dubbellucht.

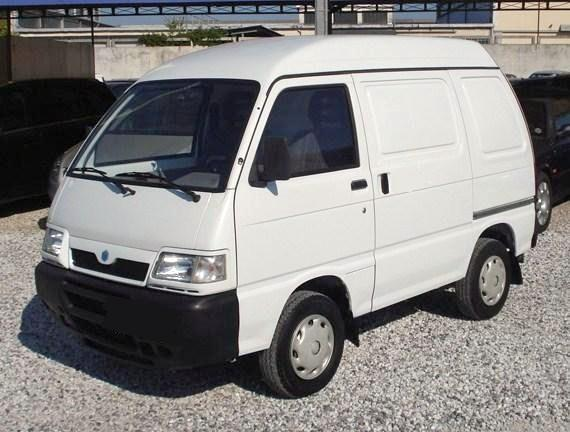
bestelwagen
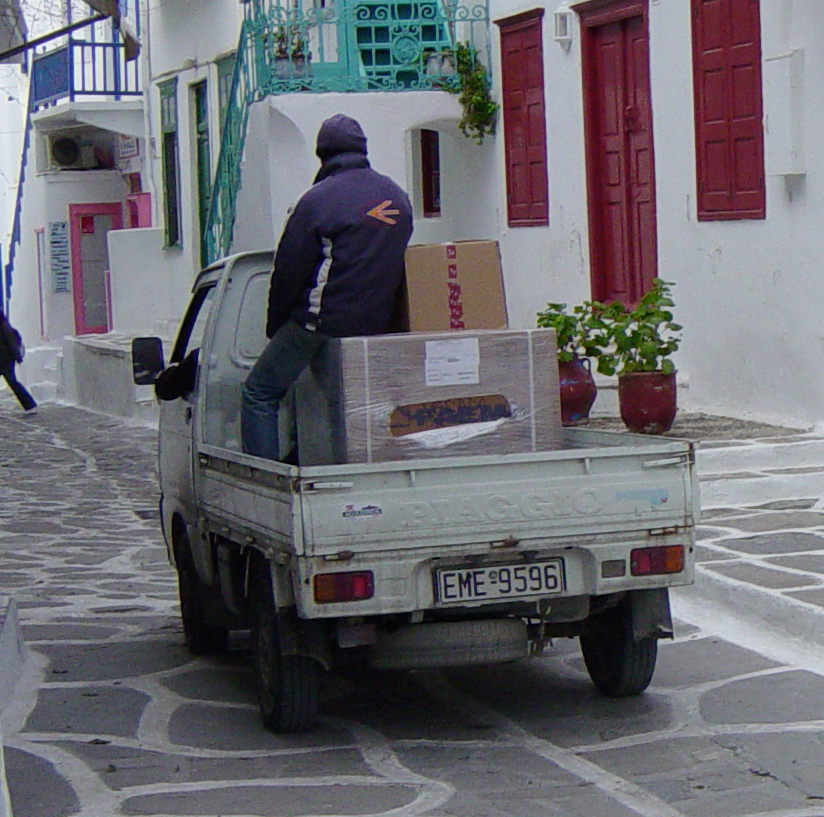
pick-up